# Feng Kun
Feng Kun (chinês tradicional: 馮坤, chinês simplificado: 冯坤, pinyin: Féng Kūn; nascida  em 28 de dezembro de 1978 em Pequim) foi levantadora e capitã da Seleção Chinesa de Voleibol Feminino. Eleita a MVP e a Melhor Levantadora nos Jogos Olímpicos de Verão de 2004 em Atenas, onde a China foi ouro no voleibol, e foi bronze nos Jogos Olímpicos de Verão de 2008, em sua cidade natal.

## Carreira
Ela começou a jogar voleibol aos 12 anos e foi escolhida para o time Beijing Volleyball aos 16. Um ano depois, ela foi escolhida para a seleção nacional. Durante esse período, a seleção chinesa estava em baixa após anos de domínio no esporte. Todavia, o time começou a rejuvenescer e venceu o Campeonato Asiático de 2001, chegou em quarto no Campeonato Mundial em 2002, venceu a Copa do Mundo em 2003 e venceu os Jogos Olímpicos em Atenas, derrotando as atuais campeãs  de Cuba e virando um jogo de 2-0 para 3-2 contra a Rússia na final.
Ela venceu a Copa CEV 2008-09 jogando com o Asystel Novara e foi a "Melhor Bloqueadora".
Em 2011 anunciou sua aposentadoria.

## Principais Títulos
- Copa dos Campeões de Voleibol Feminino de 2001
- Grand Prix de Voleibol de 2003
- Copa do Mundo de Voleibol Feminino de 2003
- Jogos Olímpicos de Verão de 2004

## Clubes
- Asystel Novara (2008–2009)

## Premiações

### Individuais
- "Melhor Levantadora" da Copa do Mundo de 2003
- "Most Valuable Player" das Olimpíadas de 2004
- "Melhor Levantadora" das Olimpíadas de 2004
- "Melhor Levantadora" do Grand Prix de 2005
- "Melhor Levantadora" do Torneio de Montreux de 2008
- "Melhor Levantadora" da Copa CEV 2008-09